# سرية أسامة بن زيد
سرية أسامة بن زيد، آخر سرايا الرسول محمد، وكانت إلى أهل أبنى وهي أرض السراة ناحية البلقاء في الشام.

## مجريات السرية
لما كان يوم الإثنين لأربع ليال بقين من صفر سنة 11 هـ، أمر النبي محمد الناس بالتهيؤ لغزو الروم، فلما كان من الغد دعا أسامة بن زيد فقال «سر إلى موضع مقتل أبيك، فأوطئهم الخيل فقد وليتك هذا الجيش، فأغر صباحًا على أهل أبنى وحرق عليهم وأسرع السير تسبق الأخبار، فإن ظفرك الله فأقلل اللبث فيهم وخذ معك الأدلاء، وقدم العيون والطلائع أمامك»، فلما كان يوم الأربعاء بدئ بالنبي محمد صداع، فلما أصبح يوم الخميس عقد لأسامة لواء بيده ثم قال «أغر بسم الله في سبيل الله، فقاتل من كفر بالله»، فخرج بلوائه وعقودًا فدفعه إلى بريدة بن الحصيب الأسلمي، وعسكر في منطقة «الجرف» فلم يبق أحد من وجوه المهاجرين الأولين والأنصار إلا انتدب في تلك الغزوة فيهم أبو بكر الصديق وعمر بن الخطاب وأبو عبيدة بن الجراح وسعد بن أبي وقاص وسعيد بن زيد.
فتكلم قوم وقالوا «يستعمل هذا الغلام على المهاجرين الأولين»، فغضب النبي محمد غضبًا شديدًا، فخرج وقد عصب على رأسه عصابة وعليه قطيفة، فصعد المنبر، فحمد الله وأثنى عليه ثم قال «أما بعد، أيها الناس فما مقالة بلغتني عن بعضكم في تأميري أسامة، ولئن طعنتم في إمارتي أسامة، لقد طعنتم في إمارتي أباه من قبله، وأيم الله إن كان للإمارة لخليقًا وإن ابنه من بعده لخليق للإمارة، وإن كان لمن أحب الناس إلي، وإنهما لمخيلان لكل خير، واستوصوا به خيرًا، فإنه من خياركم». ثم نزل فدخل بيته وذلك يوم السبت 10 ربيع الأول وجاء المسلمون الذين يخرجون مع أسامة يودّعون النبي محمد، فجعل يقول «أنفذوا بعث أسامة».
فلما كان يوم الأحد اشتد بالنبي محمد وجعه فدخل أسامة من معسكره والنبي مغمور، فطأطأ أسامة فقبله والنبي لا يتكلم، فجعل يرفع يديه إلى السماء ثم يضعهما على أسامة قال «فعرفت أنه يدعو لي»، ورجع أسامة إلى معسكره ثم دخل يوم الإثنين وأصبح النبي مفيقًا، فقال له «اغد على بركة الله»، فودعه أسامة وخرج إلى معسكره فأمر الناس بالرحيل. فبينا هو يريد الركوب إذا رسول أمّه أم أيمن قد جاءه يقول «إن رسول الله يموت فأقبل»، وأقبل معه عمر وأبو عبيدة فانتهوا إلى النبي وهو يموت فتُوفي يوم الإثنين 12 ربيع الأول، ودخل المسلمون الذين عسكروا بالجرف إلى المدينة المنورة، ودخل بريدة بن الحصيب بلواء أسامة معقودًا حتى أتى به باب النبي فغرزه عنده.
ولما بويع أبو بكر للخلافة، أمر بريدة بن الحصيب باللواء إلى بيت أسامة ليمضي لوجهه، فمضى به بريدة إلى معسكرهم الأول. فلما ارتدت العرب عن الإسلام، كلم أبو بكر في حبس أسامة، فأبى وكلم أبو بكر و عمر اسامة أن يأذن له في التخلف ففعل، فلما كان هلال شهر ربيع الثاني سنة 11 هـ، خرج أسامة فسار إلى أهل أبنى 20 ليلة، فشن عليهم الغارة وكان شعارهم «يا منصور أمت»، فقتل من أشرف له وسبى من قدر عليه وحرق في طوائفها بالنار وحرق منازلهم وحروثهم ونخلهم. وكان أسامة على فرس أبيه «سبحة» وقتل قاتل أبيه في الغارة، فلما أمسى أمر الناس بالرحيل ثم أغذ السير فوردوا وادي القرى في تسع ليال ثم بعث بشيرًا إلى المدينة المنورة يخبر بسلامتهم، ثم قصد بعد في السير فسار إلى المدينة ستا، وما أصيب من المسلمين أحد. وخرج أبو بكر في المهاجرين وأهل المدينة يتلقونهم سرورًا بسلامتهم، ودخل على فرس أبيه سبحة واللواء أمامه يحمله بريدة بن الحصيب حتى انتهى إلى المسجد، فدخل فصلى ركعتين ثم انصرف إلى بيته وبلغ هرقل وهو بحمص ما صنع أسامة، فبعث رابطة يكونون بالبلقاء فلم تزل هناك حتى قدمت البعوث إلى الشام في خلافة أبي بكر وعمر.